# 緬甸奧林匹克委員會
緬甸奧林匹克委員會是緬甸的國家奧林匹克委員會。該組織成立於1947年，是國際奧委會和亞洲奧林匹克理事會的成員。1948年，首次派員參加在英國倫敦舉行的夏季奧運會。
現時，緬甸奧林匹克委員會的總部設在仰光，主席是Min Thein Zan

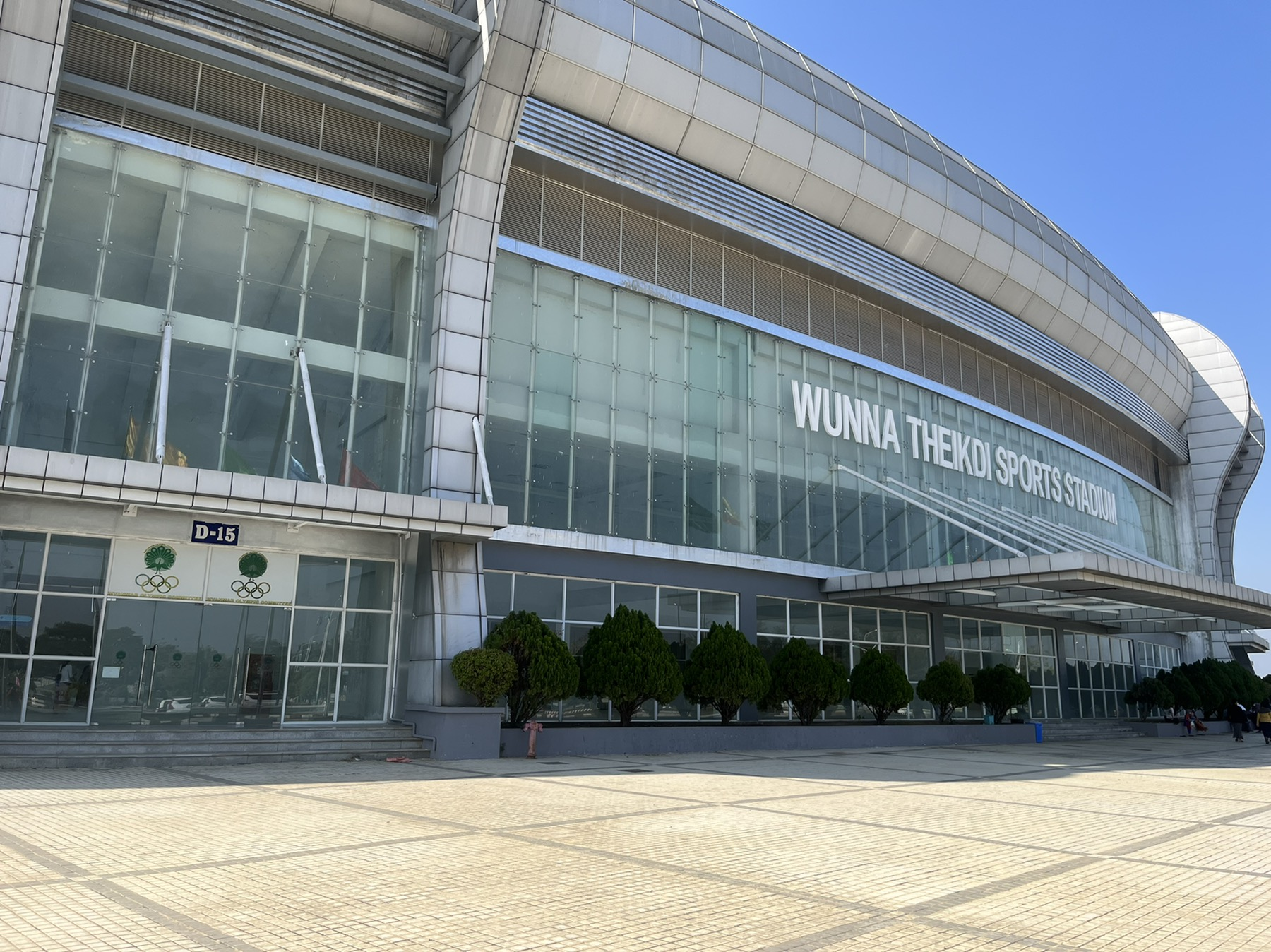
總部

## 資料來源
1. ↑  .   [2014-02-11]. （原始内容存档于2009-02-06）.